# Bandyta (ścieżka dźwiękowa)
Bandyta – album Michała Lorenca ze ścieżką dźwiękową do niemiecko-francusko-brytyjsko-polskiego filmu fabularnego  pt. Bandyta z 1997 w reżyserii Macieja Dejczera. Płyta została wydana 6 października 1997 i zawiera 24 utwory.
Michał Lorenc napisał na potrzeby filmu cztery godziny muzyki. Film miał zawierać godzinę muzyki, dlatego kompozytor musiał dokonać gruntownej selekcji materiału. W jednym z wywiadów powiedział:

Ten film wydusił ze mnie całą masę pomysłów. Napisałem do każdej ze scen po dwa, czasem trzy warianty muzyki.

W utworze „Mro iło” zaśpiewały Katarzyna Jamróz, Kayah i Daria Pawłowska. Słowa piosenki napisał Andrzej Pawłowski.
Utwór „Taniec Eleny” został wykorzystany przez rumuńską gimnastyczkę Sandrę Izbașę jako podkład w ćwiczeniach wolnych podczas Letnich Igrzysk Olimpijskich 2008 w Pekinie. Izbașa zdobyła złoty medal. Ten sam utwór służy za podkład muzyczny przy wejściu na mecz piłkarzy klubu Widzewa Łódź na stadionie Widzewa.
Muzyka do filmu była bardzo dobrze przyjęta.
Album uzyskał status podwójnej platynowej płyty (19 grudnia 2001).
Materiał z płyty został ponownie zremasterowany i wydany ponownie w 2004 roku wspólnie ze ścieżką dźwiękową do filmu Prowokator, której autorem był także Michał Lorenc.

## Lista utworów
1. „Mro iło” – 2:02
2. „Taniec Eleny” – 3:30
3. „Brute i Elena” – 1:56
4. „Pogoń” – 1:51
5. „Temat Eleny na cymbały” – 1:39
6. „Góry” – 2:00
7. „Kradzież pistoletu” – 1:57
8. „Prezent Brute`a” – 1:31
9. „Sen Eleny” – 1:45
10. „Porwanie Iorgu” – 2:27
11. „Moscu i tatuaż” – 2:23
12. „Góry w słońcu” – 2:01
13. „Pogoń, lekarstwa, karabiny” – 2:31
14. „Requiem Bałkańskie” – 3:55
15. „Deszcz” – 1:55
16. „Temat Eleny na skrzypce” – 1:38
17. „Ulice Londynu” – 2:45
18. „Targ” – 1:47
19. „Elegia na śmierć szpitala” – 1:26
20. „Oczekiwanie” – 1:58
21. „W tunelu Eleny” – 1:45
22. „Powrót” – 2:56
23. „Taniec Eleny. Wariant II” – 3:28
24. „Mro iło. Wariant II” – 3:12